# 中山正男
中山正男（なかやま　まさお、1911年1月26日－1969年10月22日）は、日本の小説家、実業家。
北海道常呂郡佐呂間村出身。馬喰中山米市の長男として生まれる。専修大学専門部法科中退。1933年、陸軍省報道部の指導雑誌社・陸軍画報社を設立、『陸軍画報』を発行。日中戦争中に南京城攻略戦の従軍記『脇坂部隊』を出版してベストセラーとなるなど、戦争を鼓吹。陸軍画報社は敗戦と同時に解散させられる。戦後公職追放となり、のち東光石油や理研映画社の社長を務めた。下中弥三郎らの後援によってユースホステル運動を推進し、日本ユースホステル協会会長を務めた。佐藤栄作首相に世界青年の船を提案した。
1949年に発表した小説「馬喰一代」で第26回直木三十五賞候補となる。同作は1951年、木村恵吾監督、三船敏郎主演で映画化、63年に三国連太郎主演で再度映画化された。「馬喰一代」も含め、生涯に13作の小説が映画化された。1967年藍綬褒章、没後に勲三等旭日中綬章を受章。
歌人・小説家の金子きみは義妹であり、『陸軍画報』の部下と結婚させている。

## 著書
- 『支那の対日作戦計画 附・支那国防組織(対日作戦)要図』私家版 1937
- 『防共北支建設論 資源と文化 附録・北支従軍記征野に祷る』陸軍画報社 1938
- 『脇坂部隊』陸軍画報社 1939
- 『一尺の土』陸軍画報社 1940
- 『立正興亜論』高山書院 1941
- 『馬喰一代』目黒書店 1951  のち春陽文庫
- 『馬喰一代 続』日本出版協同 1952
- 『無法者』日本出版協同 1953
- 『一軍国主義者の直言』鱒書房 1956
- 『人間すとーぶ 臼井皎二の生活とその事業』東京書房 1958
- 『赤い太陽』第一世論社 1959
- 『にっぽん秘録 安藤明の生涯』文芸春秋新社 1963  「"敗戦日本"を守った男安藤明の生涯」サンケイ出版 1985
- 『花をたむけてねんごろに 戦場に咲いた日本軍の人間愛』太平出版 1966
- 『毒舌一代 大宅壮一を裸にする』太平出版社 1966
- 『日本人ここに在り 南北アメリカ日系移民を訪ねて』太平出版 1967
- 『安藤明 昭和の快男児日本を救った男』古川圭吾編 講談社出版サービスセンター 2003

## 参考
- 日本人名大辞典[要文献特定詳細情報]